# Dihammaphora marginicollis
Dihammaphora marginicollis är en skalbaggsart som beskrevs av Louis Alexandre Auguste Chevrolat 1859. Dihammaphora marginicollis ingår i släktet Dihammaphora och familjen långhorningar. Inga underarter finns listade i Catalogue of Life.